# Ljubljana-Zagreb-Beograd
Ljubljana-Zagreb-Beograd (со словен. — «Любляна-Загреб-Белград») — третий концертный альбом югославской, а затем уже словенской индастриал-группы Laibach, вышедший в 1993 году.

## Об альбоме
Ljubljana-Zagreb-Beograd был записан в 1982 году, но ввиду запрета со стороны властей Югославии официально вышел только в 1993 году.
Название альбома взято в честь трёх столиц бывших югославских республик: Словении, Хорватии и Сербии. На обложке альбома изображён Томаш Хостник в тот момент, когда в него на одном из концертов бросили бутылку. Это один из немногих альбомов, где можно услышать голос Томаша.

## Список композиций
1. Intro — 0:32
2. «Unsere Geschichte» (Наша история) — 1:08
3. «Rdeči Molk» (Красная тишина) — 1:46
4. «Siemens» — 6:14
5. «Smrt Za Smrt» (Смерть за смерть) — 3:26
6. «Država» (Государство, live-исполнение) — 6:13
7. «Zavedali So Se — Poparjen Je Odšel I» (Они знали — он сварен, часть I) (Laibach) — 1:52
8. «Delo in Disciplina» (Работа и дисциплина) — 3:51
9. «Tito-Tito» (совместно с Zequinha Abreu) — 2:12
10. «Ostati Zvesti Nasi Preteklošti — Poparjen Je Odšel II» (Быть верным своему прошлому — он сварен) — 3:25
11. «Tovarna C19» (Фабрика C19) — 2:06
12. «STT» (Машинная фабрика Трбовле) — 0:31
13. «Sveti Urh» (Святой Урх) — 2:01
14. «Država» (Государство, студийное исполнение) — 4:52
15. «Cari Amici Soldati/Jaruzelski/Država/Svoboda» (Дорогие соратники/Ярузельский/Государство/Свобода) — 29:29